# Brandenburgische Technische Universität Cottbus-Senftenberg
Brandenburgische Technische Universität Cottbus-Senftenberg – założony został w 1991 roku jako pierwsza taka uczelnia w kraju związkowym Brandenburgia.
Uczelnia zatrudnia 950 pracowników, w tym 122 profesorów i 313 pozostałych pracowników naukowych. Około 20% studentów stanowią obcokrajowcy.

## Wydziały uczelni
- Wydział Matematyki, Informatyki i Nauk Przyrodniczych
- Wydział Architektury, Budownictwa i Planowania Przestrzennego
- Wydział Budowy Maszyn, Elektrotechniki i Inżynierii Przemysłowej
- Wydział Inżynierii Środowiska i Procesowej

W ramach tych wydziałów uczelnia oferuje 33 kierunki studiów.

## Linki zewnętrzne

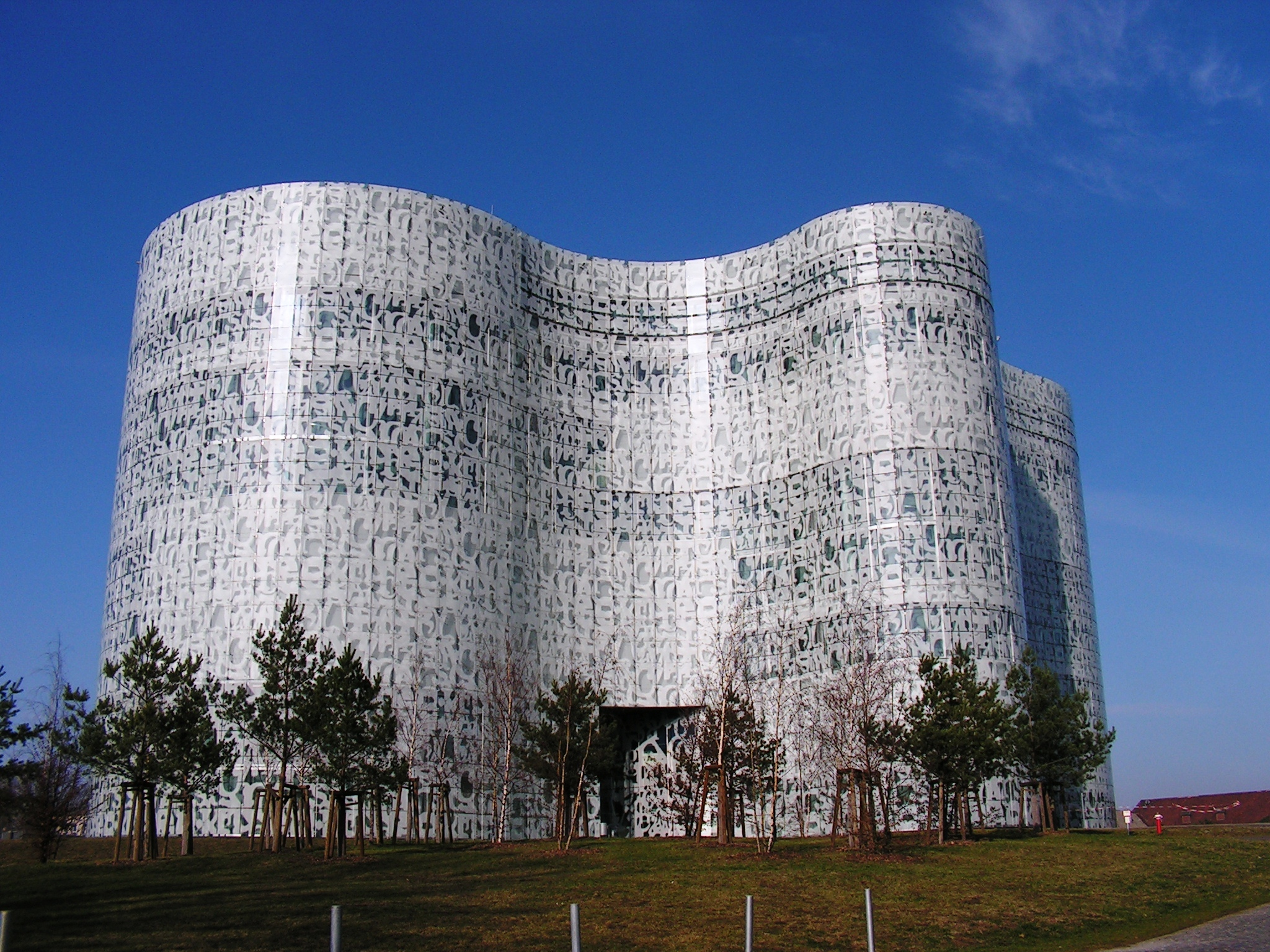
Biblioteka uczelniana
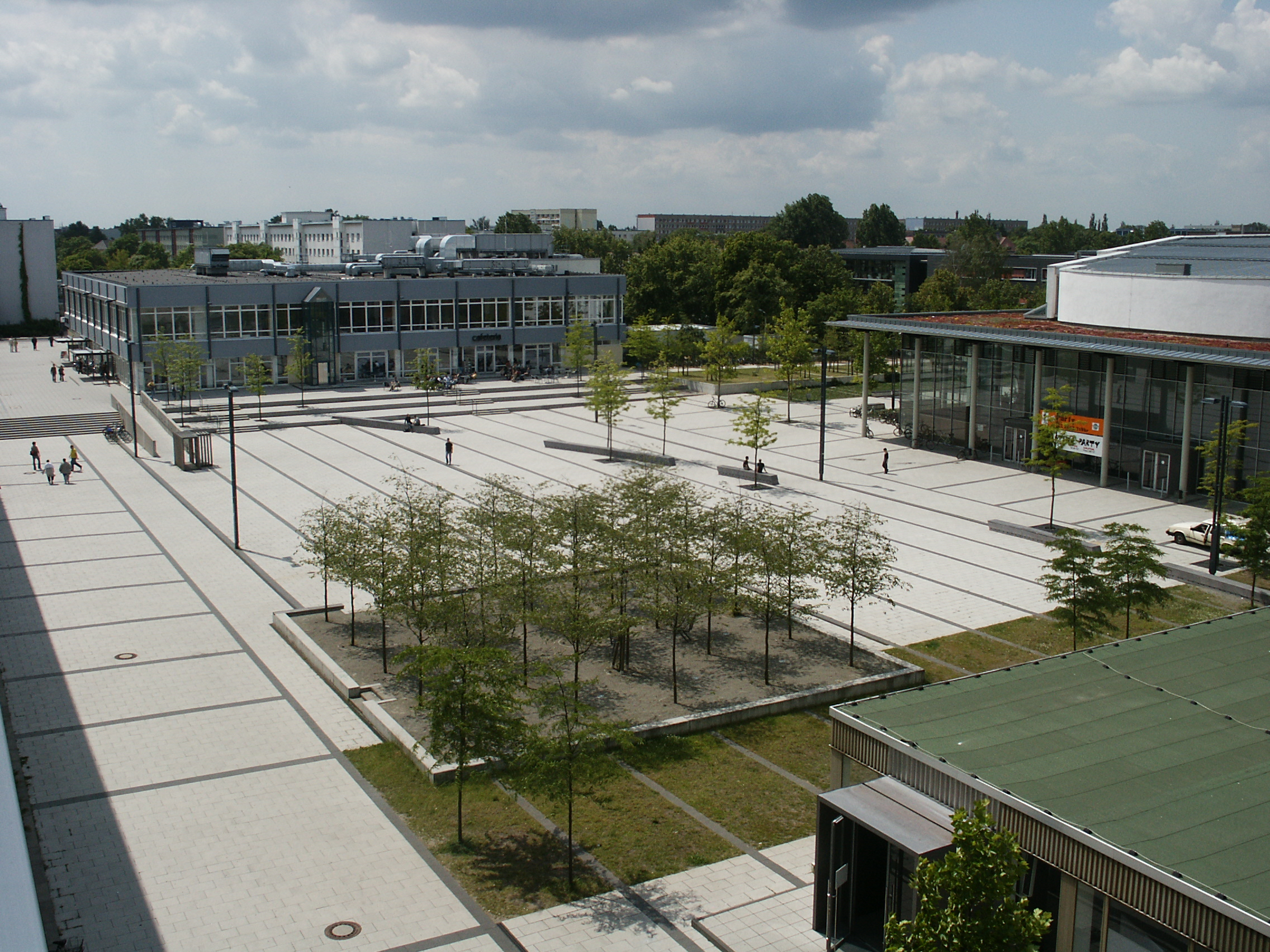
Widok na kampus
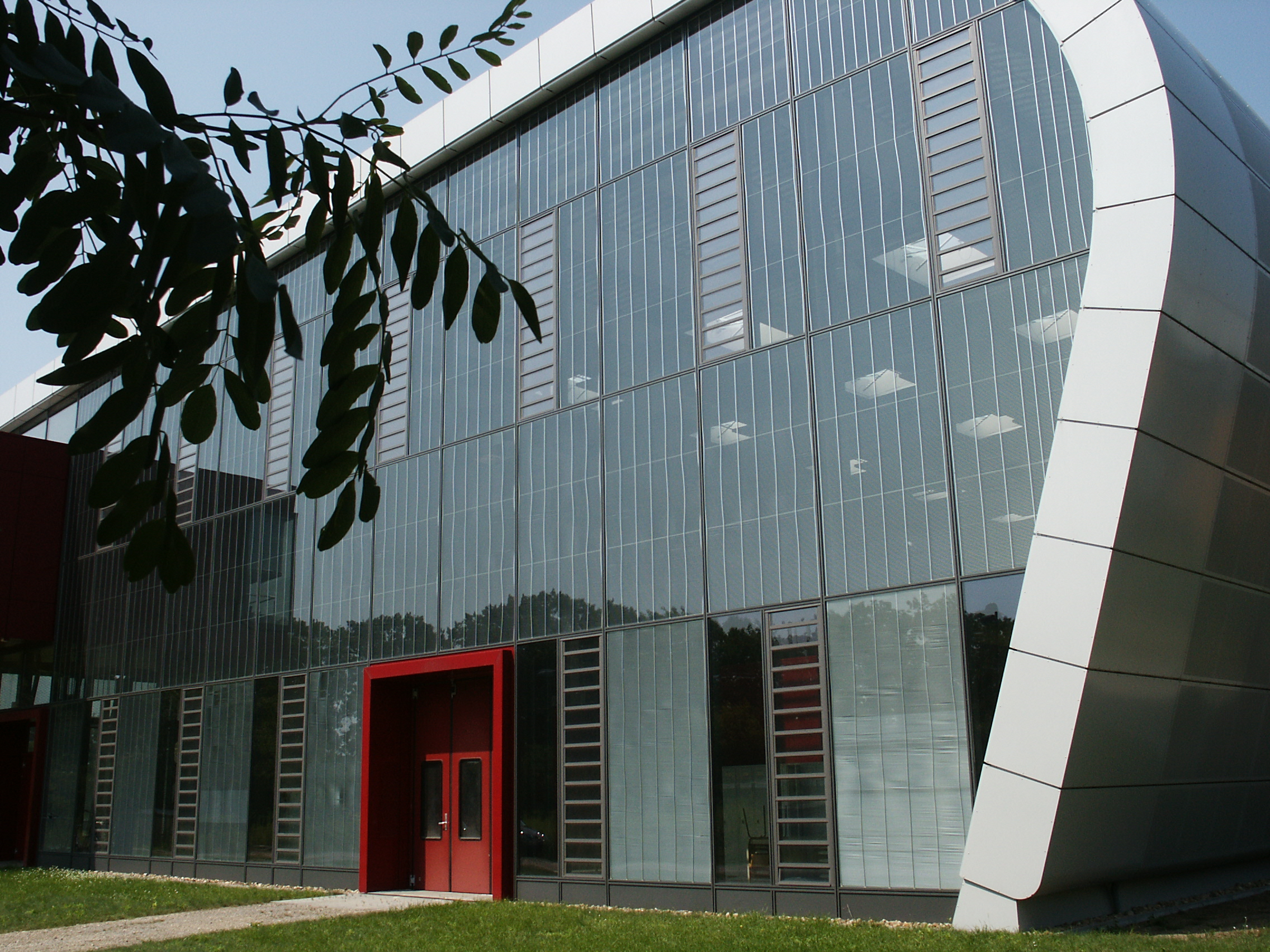
Kampus Panta Rhei
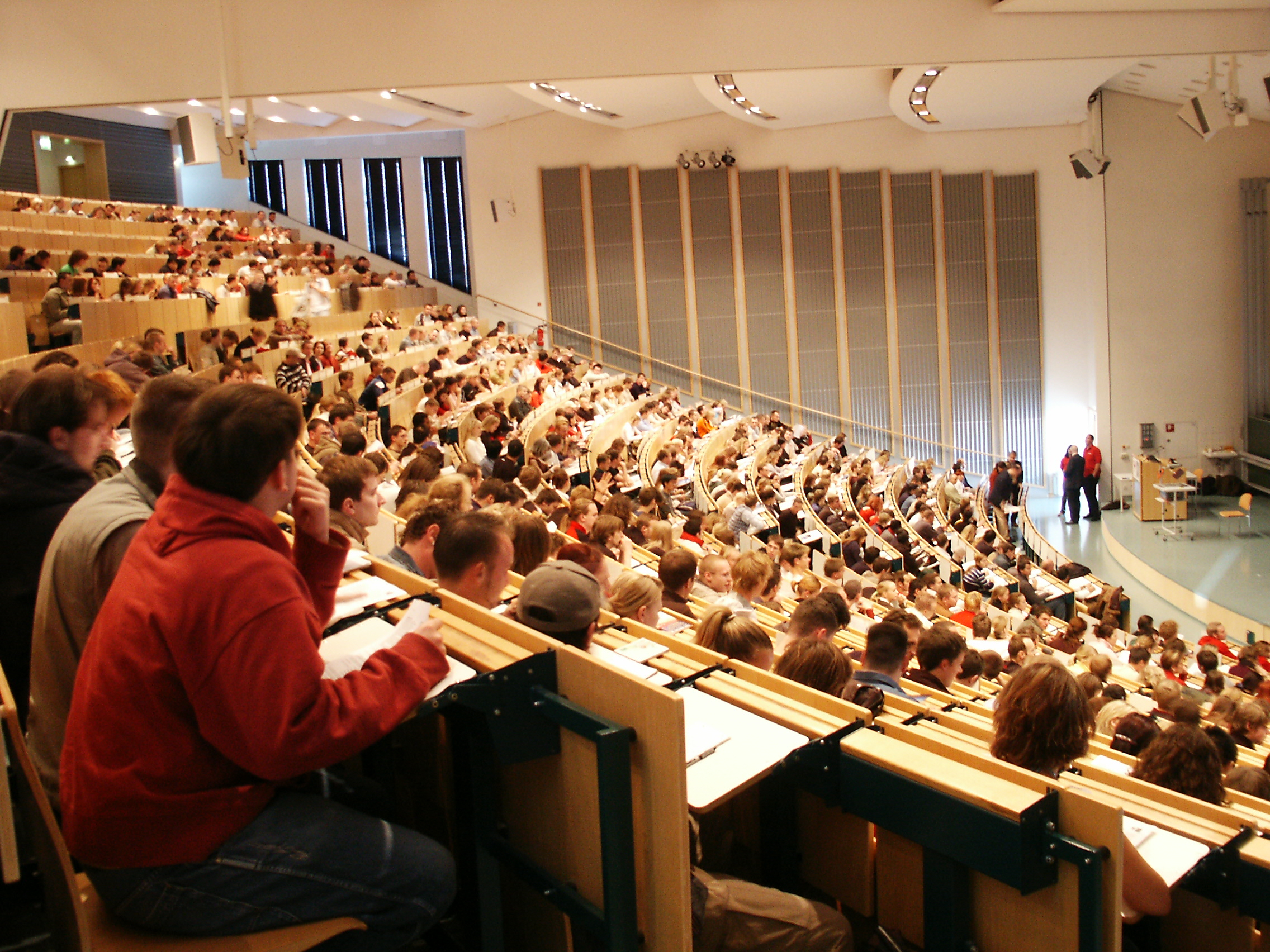
Auditorium Maximum